# San Giulio al Gianicolense

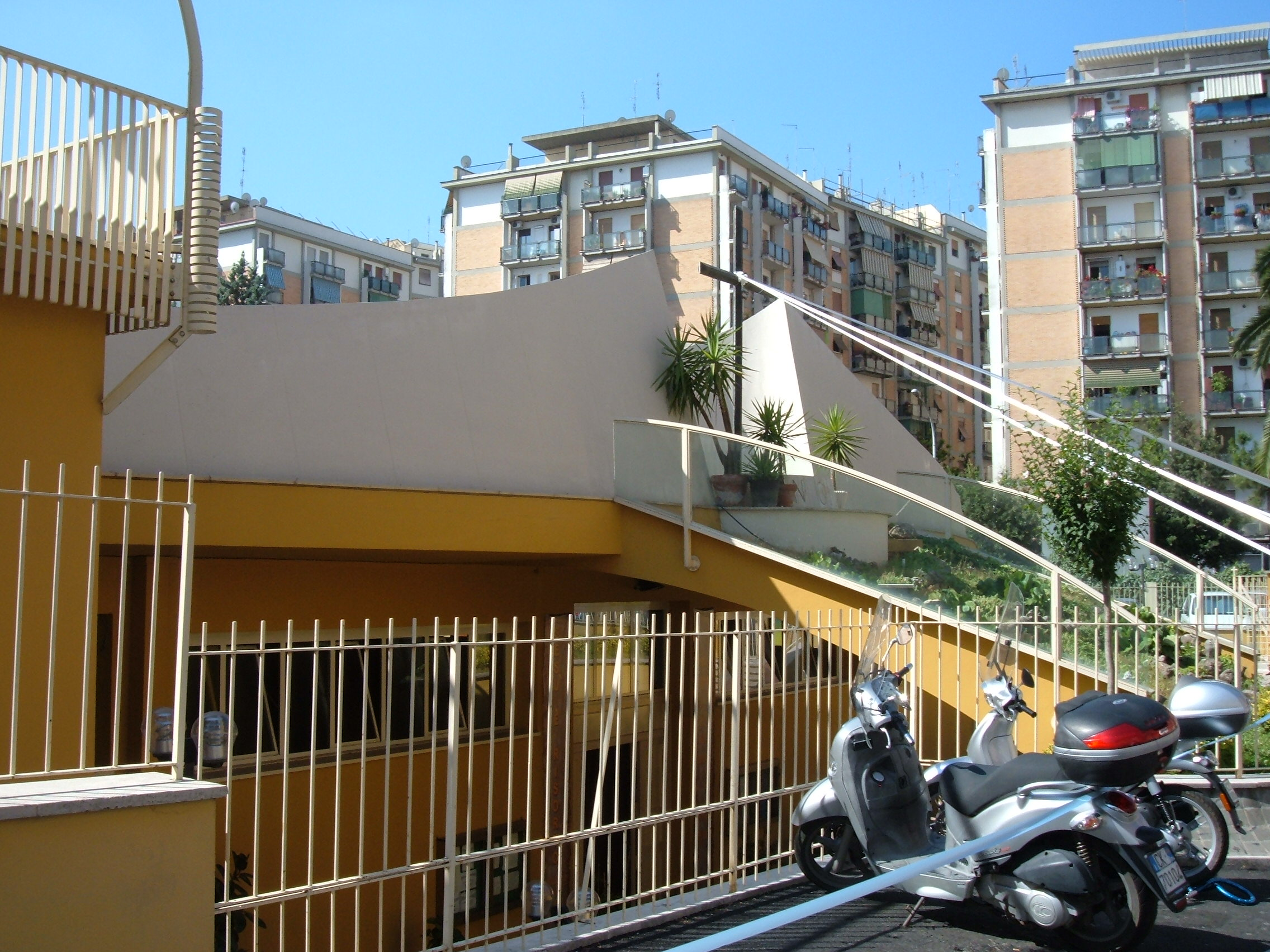
Vista da fachada com a característica passarela jardinada.

San Giulio, conhecida também como San Giulio al Gianicolense, é uma igreja de Roma localizada na Via Francesco Maidalchini, 17, no bairro Monteverde do quartiere Gianicolense. É dedicada ao papa São Júlio I (r. 337-352), o 35º papa

## História

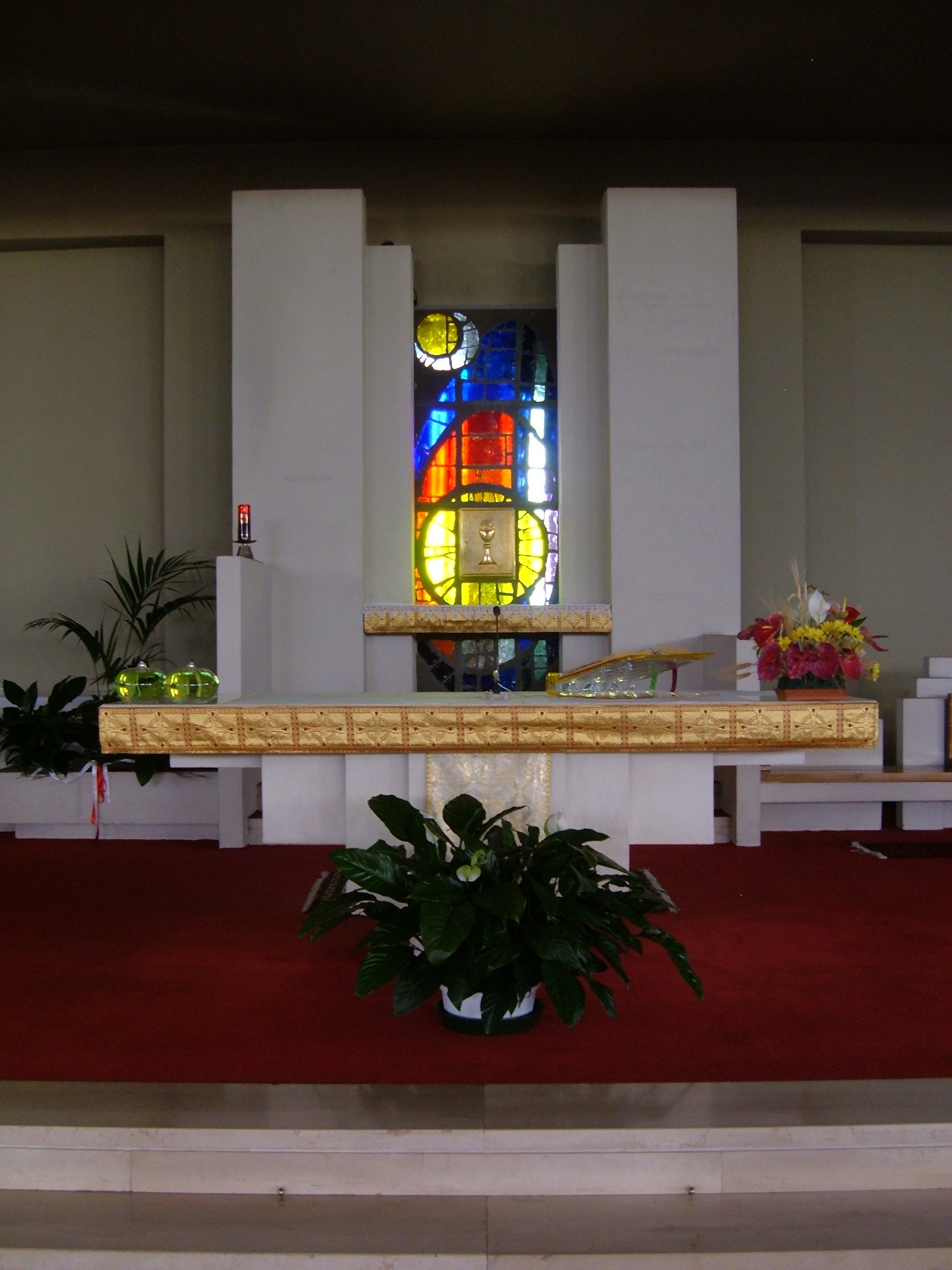
Vista do altar-mor.

Esta igreja é sede de uma paróquia homônima criada em 9 de maio de 1960 através do decreto "Ut spirituali bono" do cardeal-vigário Clemente Micara, cuja origem está numa curadoria da igreja de Santa Maria Madre della Provvidenza fundada em 1958. Desde a origem, ela está aos cuidados dos Cônegos Regulares da Imaculada Conceição. De forma pouco usual, a construção da igreja começou em 1958, antes mesmo da criação da paróquia, com base num projeto de Tullio Rossi. Infelizmente, depois que a cripta foi construída, a Diocese de Roma decidiu não finalizar o resto da obra. Em 4 de fevereiro de 1996, o papa São João Paulo II visitou a igreja. 
Por conta de um desabamento no teto, a igreja permaneceu fechada durante um período em 2016. Enquanto a paróquia permaneceu abrigada numa estrutura tênsil, a igreja foi completamente reconstruída e as obras terminaram em 2019. O papa Francisco presidiu a dedicação da nova igreja em 7 de abril do mesmo ano.

## Descrição

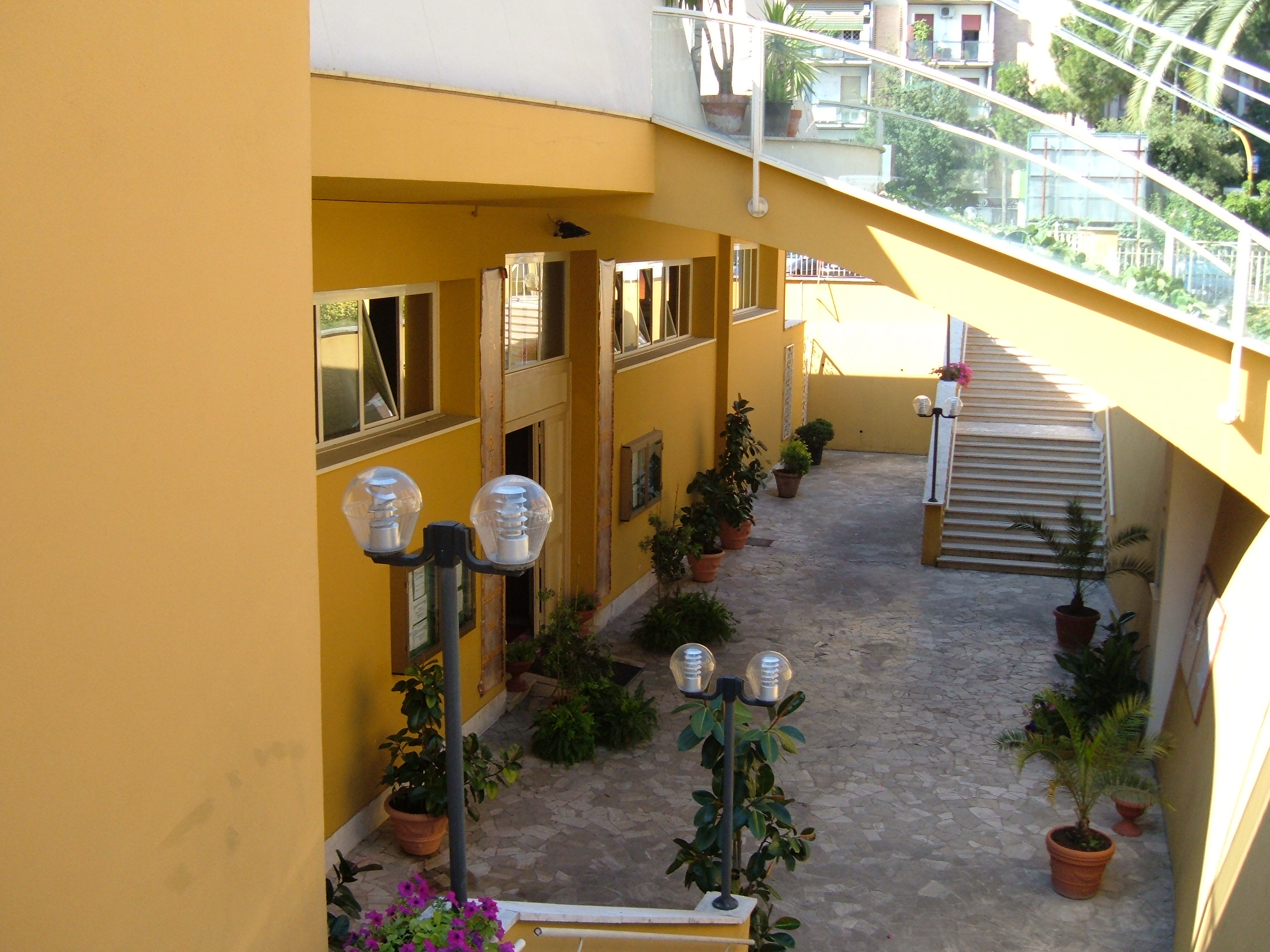
Vista da fachada a vários metros abaixo do nível da rua.

San Giulio é notável por estar a diversos metros abaixo do piso da rua por ser apenas a cripta do projeto original. Em 2000, a fachada recebeu a adição de um pequeno jardim suspenso na passarela que dá acesso ao edifício. O interior tem uma planta retangular, com o sacrário localizado no interior de um vitral colorido e flanqueado por dois painéis representando as duas espécies eucarísticas, o pão (a espiga do trigo) e o vinho (o cacho de uvas). Atrás do altar-mor está a pia batismal.